# Schienenverkehrsgesellschaft
Die Schienenverkehrsgesellschaft mbH (SVG) ist ein privates Eisenbahnverkehrs- und Infrastrukturunternehmen (EVU/EIU) mit Sitz in Stuttgart und einer Niederlassung mit Museum in Horb am Neckar. Die SVG betreibt vor allem Sonderzüge im Personenverkehr. Die SVG ist das EVU/EIU des gemeinnützigen Vereins Freunde zur Erhaltung historischer Schienenfahrzeuge e. V. (FzS).

## Projekt- und Geschäftsbereiche

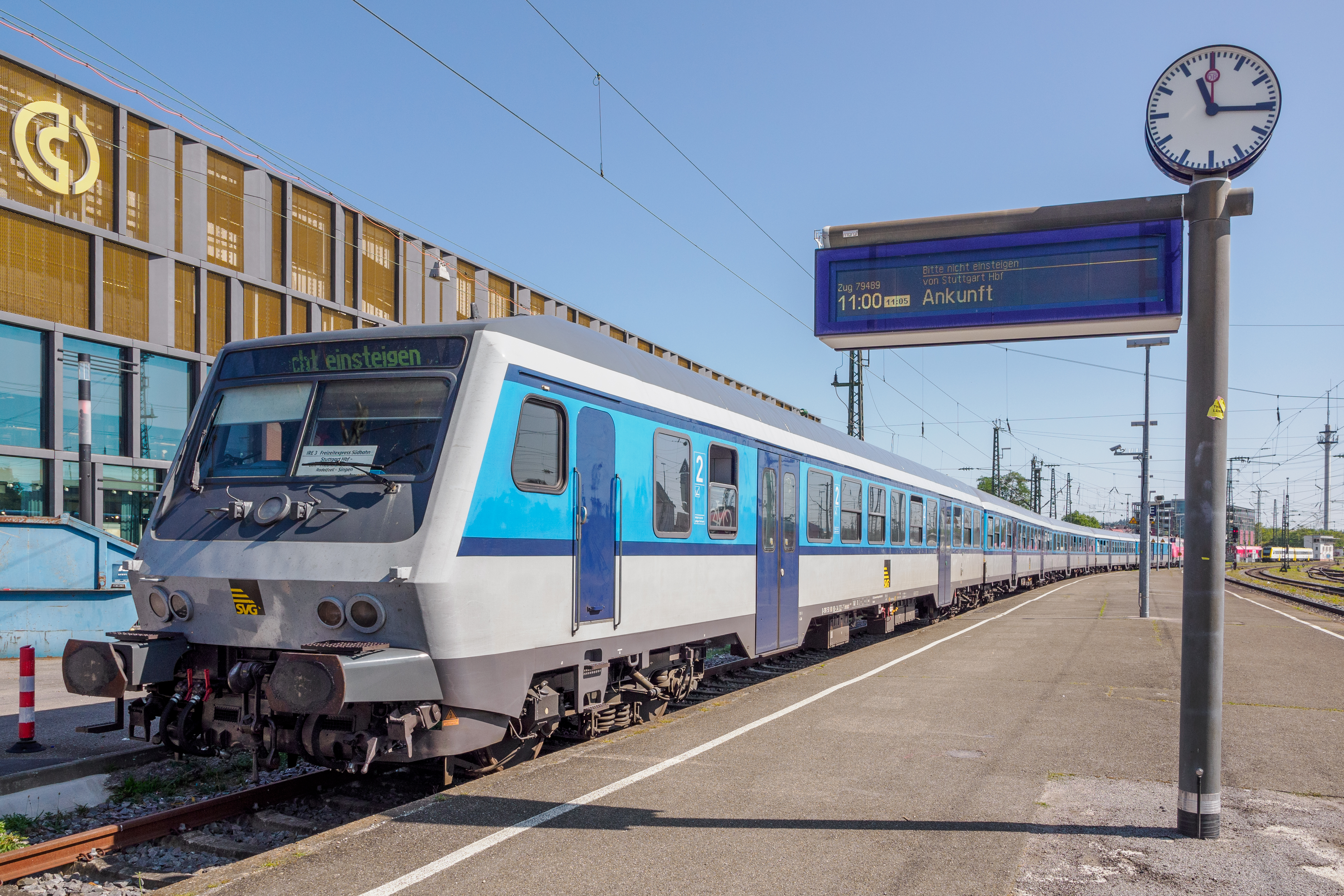
IRE 3 „Freizeitexpress Südbahn“ der SVG in Singen (Hohentwiel)

Innerhalb der SVG erfolgt eine organisatorische Unterteilung in sechs Projekt- und Geschäftsbereiche.

### Partyzug
Rund 90 Prozent der Verkehrsleistung werden mittlerweile durch Party- und Fußballzüge erbracht. Die SVG ist durch besonderes Wagenmaterial spezialisiert auf Musik-Sonderzüge mit besonders ausgestatteten Disco-, Party- und Barwagen, die aus ehemaligen Bahnpostwagen der Gattung bpw-post mr-a bestehen. Zum Wagenpark gehören auch Bistrowagen mit Bordküche. Große Sonderzüge mit über 15 Wagen verkehrten in der Vergangenheit zur Street Parade, Loveparade, Rave On Snow, Wacken Open Air oder auch zu zahlreichen Spielen der 1. und 2. Fußball-Bundesliga und der Deutschen Eishockey Liga. Zum DFB-Pokalfinale 2007 in Berlin zwischen dem VfB Stuttgart und dem 1. FC Nürnberg setzte die SVG ab Stuttgart drei Sonderzüge mit jeweils 15 Wagen und insgesamt knapp 3.000 Fahrgästen ein. 2013 für den FC Bayern und den VfB Stuttgart insgesamt 3 Züge mit rund 2.500 Fahrgästen.

### Gourmetfahrten
Zum musealen und betriebsfähigen Bestand gehören ein 1.-Klasse- und ein Speisewagen aus der Zeit des TEE-Verkehrs. Diese beiden Wagen werden zu besonderen Anlässen eingesetzt oder in große Sonderzüge eingereiht, auch in anderen Geschäftsbereichen wie Party- und Fußballzüge sowie im Nostalgieverkehr.

### Nostalgieverkehr
In der Sammlung befinden sich mehrere Exemplare der ältesten Elektrotriebwagen Deutschlands. Alle historischen Elektrotriebwagen, ET 65 und ET 25, sowie der Schienenbus der Baureihe 798 sind mittlerweile abgestellt (Hauptuntersuchung ausgelaufen). Mit diesen Fahrzeugen führte die SVG von 1998 bis 2015 historische Sonderverkehre mit insgesamt über 50 Betriebstagen pro Jahr durch. Daneben verfügt die SVG über eine große Sammlung an historischen Personen- und Güterwagen verschiedener Bauarten, die in der Eisenbahn-Erlebniswelt Horb am Neckar ausgestellt werden, darunter auch der ET 27 und der Triebkopf ET 30. Die SVG ist Nostalgiepartner des DB-Museums und beherbergt einige Fahrzeuge des DB Museums.

### Rail-Service
Im Frühjahr 2014 beschaffte die SVG die ersten eigenen Strecken-Lokomotiven. Mit der 1142 654 werden fortan die eigenen Sonderzüge bespannt, bislang kamen stets Mietlokomotiven z. B. von boxxpress oder Rail4Chem zum Einsatz. Daneben wurde die im Februar 2012 erworbene Diesel-Rangierlokomotive 363 689 aufgearbeitet, die seit Juli 2014 die eigenen Rangierleistungen im Abstellbahnhof und Hauptbahnhof Stuttgart durchführte und diese Aufgabe seit 2024 in Horb weiterführt. Die SVG bietet fortan auch Eisenbahn-Dienstleistungen unter der Bezeichnung „Rail-Service“ an, hierzu gehören die Gestellung von Lokomotiven, Wagen, Personal oder die Planung, Beratung und Durchführung von Verkehren für Dritte.

### SPNV für das Land Baden-Württemberg / Freizeit-Express
Im Juni 2022 übernahm die SVG im Auftrag der NVBW mit zwei Garnituren aus n-Wagen den Freizeit-Express „Südbahn“ Stuttgart – Ulm – Friedrichshafen – Singen sowie den Freizeit-Express „Bodensee II“ über die Gäubahn Stuttgart – Rottweil – Konstanz aufgenommen. Alle Züge verkehren nur am Wochenende und an Feiertagen zwischen Mai und Oktober und haben große Kapaziten für die Mitnahme von Fahrrädern. Der „Südbahner“ wird mit einer Diesellok der Baureihe 218 bespannt, der FEX auf der Gäubahn wird elektrisch bespannt.

### SVG Eisenbahn-Erlebniswelt Horb am Neckar (EEW)
Im Dezember 2008 gab die SVG auf einer Pressekonferenz bekannt, auf dem Gelände des ehemaligen Horber Güterbahnhofs eine Eisenbahn-Erlebniswelt zu eröffnen. Ursächlich hierfür ist auch das Verkehrsprojekt Stuttgart 21, wodurch das Betriebs- und Abstellgelände in Stuttgart aufgegeben werden muss.
Neben dem musealen Charakter der Eisenbahn-Erlebniswelt soll das Museum als lebendiges Mobilitätszentrum die Vergangenheit, Gegenwart und Zukunft repräsentieren. Zum Einsatz kommen moderne und klassische Medien, die auf verschiedenartige Weise spielerisch Kindern und Jugendlichen die Bedeutung der Heimat- und Verkehrsgeschichte erklären sollen. Zu den weiteren Zielgruppen zählen Tagestouristen aber auch Geschäftspartner. Das Museum wird daher neben Ausstellungsräumen und einem Kino auch über einen Vortragssaal und weitere Räume verfügen, die für Veranstaltungen, Tagungen, Kongresse, Vernissagen und ähnliches genutzt werden können.
Erste Gleisbauarbeiten begannen bereits 2009. Der Baubeginn der rund 250 Meter langen und bis zu 40 Meter breiten Abstell- und Ausstellungshalle war im April 2010, zunächst mit der Errichtung einer Grube zur Kontrolle der Schienenfahrzeuge begonnen. Seit Mai 2010 waren die Tiefbauarbeiten im Gange. Die Eröffnung des Museums in einer ersten Ausbaustufe ist am 1. Mai 2011 erfolgt. Als Partner der Gartenschau Horb 2011 verkehrte auf dem Gartenschaugelände eine Gartenbahn der SVG. Im Jahr 2012 verkehrte die Gartenbahn auf dem Gelände der Landesgartenschau Nagold 2012. Danach war die Gartenbahn mehrere Jahre auf dem Gelände der SVG in Horb im Einsatz.
Das Museum wurde weitgehend von großen angemeldeten Besuchergruppen genutzt und hatte in der Saison 2014 zwischen April und Ende Oktober nur an Wochenenden geöffnet. Seit 1. August 2014 öffnete das Museum für einzelne Besucher während der Saison (April bis Oktober) nur noch an Sonn- und Feiertagen, um die Vermischung mit großen Besuchergruppen an Samstagen zu vermeiden. Sehr beliebt waren die im Frühjahr und Herbst stattfindenden Modellbahnbörsen mit jeweils rund 50 Ausstellern, wofür aus Platzgründen aus der Museumshalle Fahrzeuge ins Vorfeld gestellt wurden. Während der Corona-Krise war das Museum zunächst dauerhaft geschlossen. Seit 2021 fanden umfangreiche Baumaßnahmen statt, sodass eine Öffnung des Museums weiterhin nicht möglich war.
Seit dem Wegzug der SVG vom Gelände im Stuttgarter Posthof ist die Eisenbahn-Erlebniswelt deren einziger Betriebsmittelpunkt, hierfür wurden mehrere neue Gleise errichtet und auch weitere Flächen überdacht.

### Flixtrain
Ab Frühjahr 2020 sollte das Unternehmen die Flixtrain-Linie Berlin – Erfurt – Stuttgart betreiben. Durch die Corona-Krise wurde dann jedoch ab Mitte 2020 die Linie Aachen – Köln – Berlin – Dresden durch die SVG übernommen. Im Fahrplanjahr 2022 und 2023 wurde außerdem die Linie Stuttgart – Frankfurt – Hannover – Hamburg durch die SVG bedient. Diese Linie wurde im Dezember 2023 jedoch wegen fehlender Kapazitäten auf den Nord-Süd-Strecken wieder eingestellt.

## Fuhrpark
Der SVG-eigene Fuhrpark unterteilt sich in die betriebsfähigen Lokomotiven und Personenwagen sowie die museal erhaltenen Fahrzeuge. Im Einzelnen befinden sich, teilweise auch in mehreren Einheiten, die folgenden Gattungen im Fahrzeugpark:

### Betriebsfähige Triebfahrzeuge
- Baureihe 110 (E-Lok, 115 261 in Freimann-Blau),
- Baureihe 111 (E-Lok, 111 185 in S-Bahn-Lackierung Kieselgrau-Orange),
- ÖBB 1142 (ÖBB E-Lok, 1142 654) Rufname: Helene
- Diesel-Rangierlokomotive V 60 (363 689 in Ozeanblau-Beige),
- Diesel-Rangierlokomotive Köf III (332 178 in Altrot),
- Diesel-Rangierlokomotive Köf II (323 599 in Altrot).

### Betriebsfähiger Wagenpark
- Bm 232 Abteilwagen,
- Bm 234 Abteilwagen,
- Bm 238 Abteilwagen,
- BDms 272 Halbgepäckwagen,
- BDms 272 Umgebaut zum Bduu (Halber Großraum mit Sitzplätzen plus Gepäckraum),
- Bnrz sowohl im DBM- als auch OFV-Design,
- ABnrz im DBM-Design,
- Wittenberger Steuerwagen im DBM-Design,
- WGmz Gesellschaftswagen, früherer McDonalds-Speisewagen,
- Bcm 028 Abteil-Liegewagen,
- Postwagen als Gesellschafts- und Partywagen sowie als Fahrradwagen.

### Museal erhaltene Triebwagen
- ET 25, (425 120 und 420),
- ET 27, (427 105 und 405),

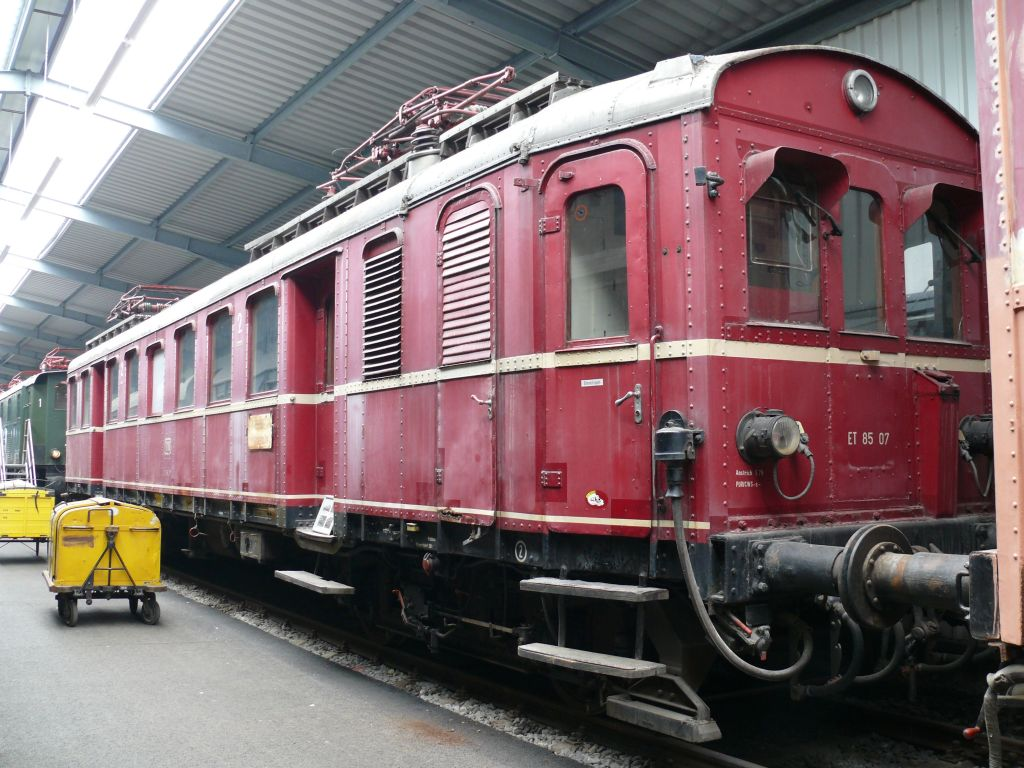
ET 85 in der SVG Eisenbahn-Erlebniswelt

- ET 30, (430 414 - nur ein Triebkopf),
- ET 65, (465 005 und 465 006),
- ET 85, (ET 85 07 und ES 85 15),
- Baureihe 420 (420 300 und 800 Eröffnungszug der S-Bahn Stuttgart, Bj. 1978)
- Berliner S-Bahn Baureihe 477 Trieb- und Steuerwagen der "Peenemünder" 477 und 877 601,
- VT/VB/VS 98 (Schienenbus).

### Museal erhaltene Triebfahrzeuge
- Baureihe 103 (E-Lok, 103 197 in TEE-Lackierung),
- Baureihe E 10 (E-Lok, 110 281 in Verkehrsrot und 115 293 in Stahlblau),
- Baureihe E 16 (E-Lok, E16 08, Buchli-Antrieb),
- Baureihe 120 (E-Lok, 120 160 in TEE-Lackierung),
- Baureihe 140 (E-Lok, in grün)
- Baureihe E 41 (E-Lok, E 41 006 in Blau)
- Baureihe E 44 (E-Lok, E 44 084),
- Baureihe 151 (E-Lok, 151 127, in Ozeanblau-Beige)
- Baureihe E 93 (E-Lok E 93 08),
- Baureihe E 94 (E-Lok 194 030),
- SBB Ae 6/6 (Schweizer E-Lok; 11401 "Ticino", Leihgabe der SBB Historic) in SBB-Grün,
- Baureihe V200 (Diesellokomotive, V 200 016),
- Baureihe 217 (Diesellokomotive, 217 001),
- O&K MB 7 N (Diesel-Rangierlokomotive) "Rhenania 2",
- Diesel-Rangierlokomotive Köf II (323 851),
- 240 B (Diesel-Rangierlokomotive) ex. HzL V25,
- Typ Alb (Diesellokomotive) ex HzL V81.

### Museal erhaltene Personenwagen
- ARmz 211.0 Halbspeisewagen,
- Avmz 111.0 IC-Abteilwagen erster Klasse,
- AByg 503 Umbauwagen,
- B4ye Umbauwagen,
- Byg 514 Umbauwagen,
- Byg 516 Umbauwagen,
- Bdyg 533 Umbauwagen,
- Bcmh 246 Abteil-Liegewagen,
- Bcm 243 Abteil-Liegewagen,
- Bm 232 Abteilwagen,
- Bm 234 Abteilwagen,
- Bm 238 Abteilwagen,
- Bn 719 "Silberlinge",
- Bn 720 "Silberlinge",
- Byl 421 Mitteleinstiegswagen,
- Wgm 814 Gesellschaftswagen.

### Güterwagen
- Es 025 Offener Güterwagen,
- Fc 089 Schüttgutwagen,
- Gklm 191 Gedeckter Güterwagen,
- Uahs (Kesselwagen für Flüssiggas, Heißbitumen und flüssige Güter), Kesselwagen für Bitumen,
- Glms 207 Gedeckter Güterwagen,
- Hbis-ww 297 Schiebewandwagen,
- Kbs 442 Flachwagen mit Bordwänden,
- Ommi 51 Muldenkippwagen,
- Tims(-ww) 858 Schiebedachwagen,
- Tms 851 Schiebedachwagen,
- Uaai 778 Tiefladewagen,
- Ucs 909 Staubgutwagen,
- Uaai 687.9 Tragschnabelwagen,
- Gmbhs 51 Fährbootwagen.

Einige früher vorgehaltene Fahrzeuge wurden in den vergangenen Jahren auch wieder abgegeben. So wurden die zeitweise vorhandenen Dampfloks nach Altenbeken und Dresden verbracht, die Eisenbahnwelt ist also „dampffrei“. Der Prototyp des ET 420 Plus wurde an die S-Bahn Stuttgart zurückgegeben. Der TEE Triebwagen VT 11.5 wurde durch das DB-Museum zurück nach Koblenz und Lichtenfels geholt.

## Geschichte
Die Schienenverkehrsgesellschaft wurde im Jahre 1996 durch Claus-Jürgen Hauf gegründet.
Bereits zwei Jahre zuvor hat sich der gemeinnützige Verein „Freunde zur Erhaltung historischer Schienenfahrzeuge e. V. (FzS)“ gegründet. Ziel des Vereins war und ist die betriebsfähige Erhaltung historischer Eisenbahnfahrzeuge Baden-Württembergs. Die Vereinigung hat in den letzten Jahren zahlreiche museale Einzelstücke erworben oder zur musealen Erhaltung leihweise erhalten.
Damit die Fahrzeuge auf den Strecken des öffentlichen Netzes verkehren können, wurde die Schienenverkehrsgesellschaft mbH als Betriebsgesellschaft gegründet. Die SVG ist die operativ tätige Gesellschaft für die Betriebsführung, während dem gemeinnützigen Verein die eigentliche Wartung, Erhaltung und Pflege der über 65 Fahrzeuge zuteilwird. Über 20 Mitarbeiter zählt der Verein, die aktiv ehrenamtlich diese Aufgaben sowie die Fahrgast-Betreuung bei Sonderfahrten wahrnehmen.
Die SVG war eines der ersten privaten EVU, die eine Sicherheitsbescheinigung erhalten hat. Diese wurde 2012 durch das EBA erneuert. Neben der Konzession für den Personenverkehr besitzt die SVG auch eine Zulassung zum Güterverkehr und ist Eisenbahninfrastrukturbetreiber (EIU).
Im Frühjahr 2014 hat die SVG durch die Beschaffung der E-Lok 1142 und der Diesel-Rangierlok 363 das Geschäftsfeld um den Bereich „Rail-Service“ erweitert und bietet Lokomotivdienstleistungen an (Gestellung von Lokomotiven mit/ohne Personal).